# August Bromeis

August Bromeis, Foto um 1865

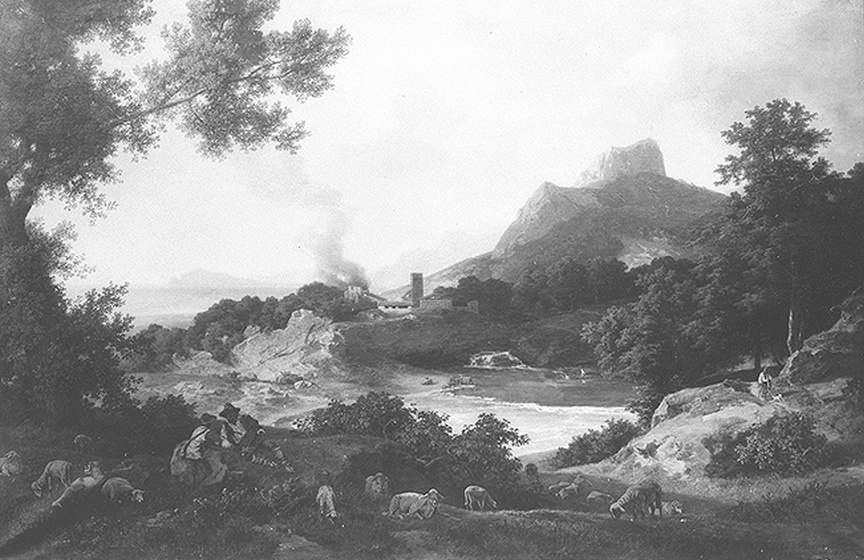
Eine italienische Landschaft mit einem kalabresischen Hirten (1869)

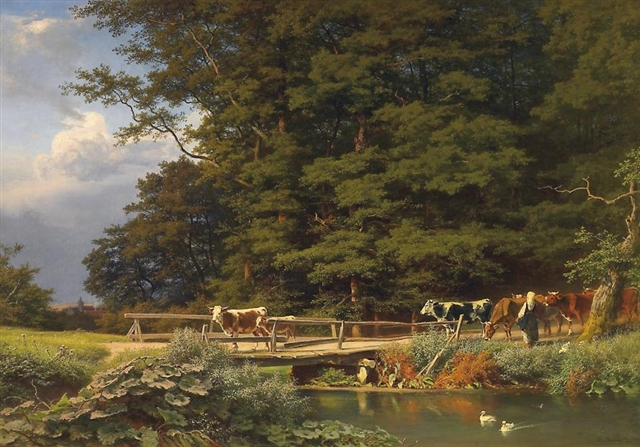
Heimtrieb (undatiert)

August Bromeis (* 28. November 1813 in Wilhelmshöhe bei Kassel; † 12. Januar 1881 in Kassel) war ein deutscher Maler.

## Leben
August Bromeis sollte wie sein Vater Johann Conrad Bromeis Architekt werden, er zog aber die Malerei vor. Seine ersten Studien machte er auf der Akademie in Kassel. 1831 wechselte er an die Kunstakademie nach München, wo er sich unter Leo von Klenze, Friedrich von Gärtner und Domenico Quaglio weiterbildete und durch Christian Morgenstern und Eduard Schleich sehr gefördert und beeinflusst wurde.
1833 wanderte Bromeis nach Rom, wo er 15 Jahre blieb, mit anderen den Deutschen Künstlerverein gründete und sich besonders Joseph Anton Koch, dem Wiederhersteller der stilistischen Landschaft, anschloss. Dieser Richtung blieb er im weiteren Leben treu. Nach Deutschland zurückgekehrt, lebte er eine Zeit lang in Frankfurt am Main. Besonders um Andreas Achenbachs Willen ließ er sich 1857 in Düsseldorf nieder. Lebte im Haus Rosenstraße 19, wo wechselnd Maler aus dem Ausland wohnten, und wurde Mitglied des Künstlervereins Malkasten. 1867 nahm Bromeis einen Ruf der Akademie in Kassel an, wo er bis an sein Lebensende lehrte.

## Rezeption
Seine Stimmungslandschaften sowohl aus Italien wie aus Deutschland sind stilvoll komponiert, streben aber mehr nach dem Gesamteindruck der Natur als nach genauer Wiedergabe des Einzelnen.

## Werke (Auswahl)
- Abenddämmerung. 1861.
- Bei Olevano im Sabinergebirge.
- Aus dem Habichtswald.
- Landschaft aus der römischen Campagna.  1862 (Kunstverein in Kassel).
- Grab des Archimedes aus Sizilien.
- Das römische Gebirge. 1869.
- Eine italienische Landschaft mit einem kalabresischen Hirten. 1869 (Nationalgalerie in Berlin).
- Waldsaum bei Düsseldorf.
- Capri. 1874.